# 1691 w literaturze
Wydarzenia literackie w 1691 roku.

## Nowe książki
- John Wilmot (hrabia), Poems, &c. on Several Occasions: with Valentinian, a Tragedy